# Cajetan Graf von Spreti
Cajetan (zumeist Kajetan) Maria Theodor Graf von Spreti (* 8. Februar 1905 in München; † 17. November 1989 in Moosburg) war ein deutscher paramilitärischer Aktivist.

## Leben und Tätigkeit

### Frühe Jahre
Spreti wurde als ältestes von vier Kindern des Adolf Graf von Spreti (1866–1945) und seiner zweiten Ehefrau Anna Gräfin von Spreti, geborene Gräfin von Yrsch (1874–1944) geboren. Seine jüngeren Brüder waren die CSU-Politiker Karl Graf von Spreti und Franz Graf von Spreti.
Nach dem Besuch der Volksschule und eines Realgymnasiums studierte Spreti zwei Semester an einer landwirtschaftlichen Hochschule und absolvierte dann ein vierjähriges landwirtschaftliches Praktikum.

### NS-Zeit
1930 schloss Spreti sich der NS-Bewegung an, was zur (zeitweiligen) Verstoßung durch sein Elternhaus führte. Er trat mit Aufnahmedatum vom 1. Juni 1930 in die NSDAP ein (Mitgliedsnummer 254.085) und wurde außerdem Mitglied der Sturmabteilung (SA), des Straßenkampfverbandes der Partei, in der er im Oktober 1931 den Rang eines Sturmführers erreichte. Der Vetter und SA-Führer Hans Erwin von Spreti ist aus der Familienlinie Weilbach.

### Verwicklung in Sprengstoffanschläge in Schlesien 1932
Im Jahr 1932 wurde Spreti zur SA-Gruppe Schlesien kommandiert. Zum 1. Juli 1932 wurde er zum Adjutanten der Untergruppe Mittelschlesien-Süd ernannt und gleichzeitig in den Rang eines Sturmbannführers befördert.
Einer breiteren Öffentlichkeit bekannt wurde Spreti 1932 als Mit-Organisator von mehreren Sprengstoffanschlägen, die Angehörige der schlesischen Sektion der SA im August 1932 im Kreis Reichenbach (Landgerichtsbezirk Schweidnitz und benachbarten Gebieten) auf politisch anders eingestellte Personen bzw. deren Wohnungen oder Arbeitsstätten verübten. Zusammen mit seinem Vorgesetzten Hanns Günther von Obernitz hatte Spreti Anfang August 1932 die Durchführung von mehreren Sprengstoffanschlägen durch SA-Kommandos geplant und durchführen lassen. Zweck dieser Aktionen war es, das seit 1931, insbesondere aber seit dem Wahlkampf für die Reichstagswahl vom Juli 1932 – der von zahlreichen gewalttätigen Zusammenstößen der Anhänger der verschiedenen politischen Lager geprägt war –, in Deutschland herrschende Klima des Schreckens weiter zu verschärfen, um auf diese Weise den inneren Zusammenbruch des bestehenden Systems voranzutreiben und so die Chancen der NSDAP auf Übernahme der Regierungsmacht zu erhöhen. Namentlich richteten die Anschläge sich gegen: 1) in Reichenbach auf den Redakteur der Zeitschrift Proletarier, Carl Paeschke; 2) in Heidersdorf auf den Bäckermeister Alexander Kaufmann; 3) in Gross-Kniegnitz auf den Arbeiter Hermann Obst; 4) in Gollschau auf den Lehrer und Amtsvorsteher Kurt Szyszka; 5) in Langenbielau auf das kommunistische Parteibüro; 6) in Strehlen auf die dortige Volksküche.
Bis auf das Attentat in Langenbielau – hier verweigerte eine an der Lagerung der für diesen Anschlag eingeplanten Bombe beteiligte Person die Herausgabe derselben – kamen alle Anschläge zur Ausführung. Dabei kam zwar keine der anvisierten Zielpersonen ums Leben, jedoch erlitten mehrere von ihnen Nervenschocks. Zudem starb einer der Attentäter – der Attentäter in Reichenbach – aufgrund einer frühzeitigen Fehlzündung seines Sprengstoffes. Zudem entstand erheblicher Sachschaden.
Die Staatsanwaltschaft beschuldigte ihn, „durch mehrere selbständige Handlungen den Entschluss verschiedene politisch anders gesinnte Personen zu töten durch vorsätzlich und mit Überlegung begangene Handlungen betätigt zu haben, welche einen Anfang der Ausführung diese beabsichtigten aber nicht zur Vollendung gelangten Verbrechens des Mordes enthalten“ und dadurch zugleich die Ausführung mehrerer gemäß § 5 des Gesetzes vom 9. Juni 1874 gegen den verbrecherischen und gemeingefährlichen Gebrauch von Sprengstoff zu ahndende strafbarer Handlungen verabredet zu haben sowie durch vorsätzliche Anwendung von Sprengstoff Gefahr für das Eigentum die Gesundheit oder das Leben anderer herbeigeführt zu haben.
Der Verhaftung entzogen Spreti und Obernitz sich durch Flucht nach Italien, wo sie bis 1933, die meiste Zeit in Meran, lebten.
Am 20. Dezember 1932 erging eine Amnestie für politische Straftaten durch den Reichstag. Der Oberstaatsanwalt in Schweidnitz vertrat jedoch die Ansicht, der Staatsanwalt und der Untersuchungsrichter am Amtsgericht Reichenbach zweifelte aber noch am 30. Januar 1933 daran, ob diese Amnestie auf Spreti und Obernitz Anwendung finden könnte.
Noch am 20. Januar 1933 wurde ein neuer Haftbefehl des Amtsgerichts Reichenbach erlassen und Bemühungen, eine Auslieferung der beiden SA-Führer von Italien nach Deutschland zu erwirken, eingeleitet. Die geänderten politischen Verhältnisse nach dem Regierungsantritt der Nationalsozialisten am 30. Januar 1933 führten jedoch dazu, dass die Ermittlungen gegen Spreti und Obernitz niedergeschlagen wurden.

### Tätigkeit in der Frühphase des NS-Regimes (1933–1934)
Nach seiner Rückkehr nach Deutschland ließ Spreti sich erneut in München nieder: Im März 1933 leitete er ein SA-Kommando, das auf Anweisung von Ernst Röhm den Agenten Georg Bell, einen abtrünnigen ehemaligen Mitarbeiter Röhms, in Krottenmühl am Siemssee ausfindig zu machen und wahrscheinlich zu liquidieren, wozu es aber nicht kam, da Bell sich dem Zugriff des Kommandos vorzeitig entzogen hatte. Zum 25. November 1933 rückte Spreti in die Stellung des 2. Adjutanten der SA-Obergruppe VII (Bayern) unter August Schneidhuber auf. Er war damit Führungsgehilfe einer der größten – damals knapp 200.000 Mann umfassenden – SA-Formationen des Landes. Zum 15. März 1934 wurde er in dieser Stellung zum Obersturmbannführer befördert. Den Adjutantenposten behielt er auch nach der zwangsweisen Amtsenthebung und Erschießung Schneidhubers am 30. Juni 1934 noch eine Zeitlang bei. Namentlich wirkte er an der Abwicklung der SA-Obergruppe VII (die Obergruppen als Gliederungsebene in der SA wurden zu diesem Zeitpunkt abgeschafft). Anschließend übernahm er eine Stellung bei der SA-Brigade in Traunstein, um dann die als Führer des SA-Sturmbanns I/J3 nach Rosenheim zu wechseln.
Neben seiner SA-Tätigkeit erhielt Spreti Ende der 1930er Jahre eine Stellung als stellvertretender Leiter des Arbeitsamtes in Kempten.

### Parteigerichtsverfahren wegen Gefangenenmisshandlung
Im Sommer 1934 fiel Spreti erneut wegen Beteiligung an gewalttätigen Handlungen auf:
In der Nacht vom 13./14. August 1934 wurde Spreti in München zusammen mit einem anderen SA-Mitglied (Sturmführer Menhart) in eine tätliche Auseinandersetzung mit zwei anderen SA-Angehörigen verwickelt: Spreti und Menhart wurden nach dem Verlassen eines Münchener Cafés von einer Prostituierten angesprochen, die sie abwiesen. Als die Frau sich anschließend bei drei nahestehenden Männern (den zivilen SA-Streifendienstmännern Reutter und Eckert, die in „Räuberzivil“ zur Überwachung der Gegend eingeteilt waren, sowie dem Anwalt Ammann) beschwerte und diesen erklärte, sie sei von den beiden Männern belästigt worden, traten diese drei auf Spreti und Menhart zu und stellten sie zur Rede. Die nachfolgende verbale Konfrontation der beiden Gruppen eskalierte schnell zu Handgreiflichkeiten, wobei beide Parteien später behaupteten, dass die jeweils andere zuerst zugeschlagen habe. Spreti und Menhart setzten sich schließlich durch und veranlassten Reutter und Eckert dazu, sie zum Polizeipräsidium in der Ettstraße zu begleiten (Ammann hatte sich entfernt). Beteuerungen von Reutter und Eckert, dass sie SA-Angehörige seien, beachteten sie nicht, was sie später damit begründeten, dass sie sie für Zuhälter gehalten und ihre Bekundungen als Ausreden nicht ernst genommen hätten. In der Ettstraße angelangt gab Spreti sich als hoher Parteifunktionär zu erkennen und ließ Reutter und Eckert von dem Wachhabenden in Gewahrsam nehmen. Eckert behauptete später, dass Spreti Versuche von ihm, Eckert, sich als Angehöriger des SA-Streifendienstes auszuweisen, verhindert habe, indem er ihm seinen Streifendienstausweis – den er dem Wachhabenden habe zeigen wollen – weggenommen und diesen zerrissen habe. Stattdessen habe Spreti ihn und Reutter in den Keller des Gebäudes bringen lassen und sie dort gezwungen, schwere Misshandlungen (Hiebe mit einem Ochsenfiesl auf das entblößte Gesäß) über sich ergehen zu lassen, so dass sie blutige Striemenwunden davontrugen und einige Tage nicht arbeiten konnten.
Wieder in Freiheit gelangt beschwerten Menhart und Eckert sich schließlich bei der Partei über Spreti und Menhart und ihr Verhalten und ließen ein Parteigerichtsverfahren gegen diese vor dem Parteigericht einleiten: Die Hauptverhandlung gegen Spreti vor dem Gaugericht München-Oberbayern wurde schließlich, nachdem Spretis Aufenthaltsort erst im Mai 1935 ermittelt werden konnte, am 11. Oktober 1935 angesetzt. Das Verfahren wurde noch am Tage der Eröffnung zwecks Verbindung mit dem beim Gaugericht Braunes Haus anhängigen Verfahren gegen Menhart ausgesetzt. Die neue Hauptverhandlung vor dem Gaugericht München – das nun das zusammengezogene Verfahren gegen beide Männer bearbeitete – wurde für den 18. Dezember 1935 angesetzt. Die Anklage lautete auf Verstoß gegen Artikel 4 Absatz 2b der Satzung der NSDAP. Das Verfahren zog sich über längere Zeit hin und wurde schließlich durch Beschluss des Gaugerichts vom 23. September 1938 gemäß der Amnestie vom 27. April 1938 eingestellt.
Womöglich aufgrund dieses Parteiverfahrens wurde Graf Spreti in der Ausgabe 1935 des Gothaischen Genealogischen Taschenbuch nur mit Wohnsitz München und ohne SA-Dienstrang aufgeführt.

### Auseinandersetzung mit der ZeitungDer Stürmer(1935)
1935 kam es zu einer Auseinandersetzung zwischen Spreti und der Hetzzeitung Der Stürmer, nachdem diese Zeitung in ihrer Ausgabe Nr. 18/1935 einen Artikel mit der Überschrift „Graf Spreti. Spretis verjudeter Stammbaum“ veröffentlicht hatte, in dem die Behauptung verbreitete, dass sich unter seinen Vorfahren Juden finden würden.
So hieß es in dem Artikel u. a.:

„Einiges aus der Adelsgeschichte: die Geschichte lehrt uns, dass wir den deutschen Adel in 2 Gruppen teilen müssen. Die erste Gruppe umfasst jene Adelsgeschlechter, welche getreu den Überlieferungen ihrer Ahnen das Blut reinhielten. Adelsgeschlechter, welche den Fremdrassigen hassten wie den Teufel. Die zweite Gruppe aber zeigt uns jene Geschlechter auf, die keinen Funken von Rassenstolz besassen. Adelsgeschlechter, die so verdreht waren, dass ihnen jedes Mittel gut genug schien, um nur ein Leben in Saus und Braus führen zu können. Und wenn das herrschaftliche Vermögen vertreten war, dann suchte und fand man den Weg zur Sanierung in Form einer Heirat mit einem reichen jüdischen Frauenzimmer. Der ganze Ahnenstolz war vergessen. Jüdisches Geld vergoldete die gräflichen Wappen. Jüdisch Weiber erkauften sich mit ihren Millionen das gräfliche Ehebett. Jüdisches Blut zersetzte und verdarb die einst so gepflegte Ahnentafel.“

Spreti, der in dem Artikel eine Beleidigung und Verleumdung erblickte, richtete daraufhin ein Beschwerdetelegramm an Rudolf Hess, mit dem er um Unterbindung der Verbreitung der betreffenden Ausgabe des „Stürmers“ bat, und leitete außerdem ein Verfahren vor dem Obersten Parteigericht gegen den „Stürmer“ ein. Die Redaktion entschuldigte sich schließlich mit der Begründung, sie hätte mit dem Artikel nicht die Kapfinger Linie der Spretis, zu der Cajetan von Spreti gehörte, angreifen wollen und veröffentlichte in der Folge eine Richtigstellung, in der sie erklärte, dass sie sich in dem Artikel „in keiner Weise mit der Linie Spreti-Kapfing befassen wollten“, um so „Missdeutungen“ die Grundlage zu entziehen und sicherzustellen, dass jedem Leser bewusst würde, dass die Angriffe des „Stürmers“ einer anderen Spreti-Linie gegolten hatten und es nicht in seiner Absicht gelegen habe, die Linie Cajetans von Spreti mit dem Artikel in Mitleidenschaft zu ziehen.

### Einsatz im Zweiten Weltkrieg
1941 wurde Spreti, der bis dahin die Arbeitsämter in Kempten und Freising geleitet hatte, in die Ukraine beordert. Dort war er verantwortlich für das gewaltsame Ausheben und Verschleppen von 44.000 Männern, Frauen und Kindern zur Zwangsarbeit in Deutschland. 1945 geriet er in Gefangenschaft. Ab 1947 machte er Karriere in einer Maschinenfabrik. Für seine Verbrechen wurde er nie zur Verantwortung gezogen.

## Familie
In erster Ehe war Spreti mit Emilie Anna Eugenie Sara Maria, Gräfin von Bylandt (* 30. Dezember 1904 in Köln; † 11. Januar 1987 in Oberaudorf) verheiratet. In zweiter Ehe dann mit Kunigunde Nüsslein (* 26. Februar 1912 in Traunstein; † 6. September 1983 in Freising).
Aus der ersten Ehe gingen die Töchter Anna Gräfin von Spreti (1929–1966) und Elisabeth Maria Gräfin von Spreti (1931–1951) hervor.
Aus der zweiten Ehe die Söhne Rolf Theodor Graf von Spreti (1935–1946), Karl Günter Graf von Spreti (* 10. Mai 1938) und Wilhelm Graf von Spreti (15. März 1940) sowie die Töchter Helga Maria Gräfin von Spreti (* 15. Oktober 1935) und Klothilde Gräfin von Spreti (* 20. September 1936) hervor.